# Thüringenderby
Als Thüringenderby werden die Fußballspiele zwischen den thüringischen Fußballvereinen FC Rot-Weiß Erfurt und FC Carl Zeiss Jena, den beiden größten und traditionsreichsten Fußballvereinen des Bundeslandes aus dessen beiden größten Städten Erfurt und Jena, bezeichnet.

## Hintergrund
Der heutige Erfurter Verein entstand nach dem Ende des Zweiten Weltkrieges im Jahr 1946 zum Teil aus dem SC Erfurt 1895 und dem größeren Teil aus dem VfB Erfurt unter dem Namen SG Erfurt-West, ebenfalls im Jahr 1946 wurde die SG Ernst-Abbe Jena gegründet. Beide Vereine änderten im Laufe der Jahre mehrfach ihre Namen und tragen seit Januar 1966 ihre heutigen Bezeichnungen. Inklusive Begegnungen der Vorgängervereine trafen die Vereine 113-mal aufeinander, dabei kommt Jena auf 47 Siege, wohingegen Erfurt 38-mal siegreich war, 28 Partien endeten unentschieden.
Nach Kriegsende wurde der Spielbetrieb in der sowjetischen Besatzungszone lediglich im kommunalen Rahmen organisiert, eine überregionale Meisterschaft wurde erstmals am Ende der Saison 1947/48 ausgetragen. Im Rahmen der thüringischen Qualifikationsspiele für die Fußball-Ostzonenmeisterschaft 1948 trafen Erfurt und Jena im Viertelfinale erstmals aufeinander. Auf neutralem Platz in Weimar gewann die SG Erfurt-West mit 2:1.
Beim Aufeinandertreffen der beiden Vereine am 1. März 1969 wurde das Spiel beim Stand von 2:1 für Erfurt fünf Minuten vor dem eigentlichen Spielende abgepfiffen.
Im FDGB-Pokal 1979/80 spielten Erfurt und Jena vor 45.000 Zuschauern im Berliner Stadion der Weltjugend um den Fußballpokal der DDR, dieses Duell konnte Jena mit 3:1 nach Verlängerung für sich entscheiden.
Zu einem Symbol der Rivalität zwischen den beiden Vereinen wurde eine Blutgrätsche von Erfurts Ronny Hebestreit gegen Jenas Torsten Ziegner, der zuvor von 2001 bis 2003 bei Erfurt gespielt hatte, zwei Sekunden nach Anpfiff im Viertelfinale des Thüringenpokals 2005/06.
Die Anhänger der beiden Vereine meiden häufig die Verwendung des Stadtnamens des Rivalen, gängigerweise bezeichnen Erfurter Anhänger Jena als Lobeda, während die Jenaer Fans Erfurt Vieselbach nennen.

## Statistik
| Wettbewerb             | Spiele | Siege Jena | Unentschieden | Siege Erfurt | Tore    |
| ---------------------- | ------ | ---------- | ------------- | ------------ | ------- |
| DDR-Oberliga           | 63     | 27         | 17            | 19           | 91:63   |
| 2. Bundesliga          | 2      | 2          | 0             | 0            | 2:0     |
| 3. Liga                | 10     | 3          | 1             | 6            | 9:15    |
| Regionalliga           | 16     | 4          | 9             | 3            | 19:15   |
| FDGB-Pokal             | 3      | 2          | 1             | 0            | 9:5     |
| Toto-Sonderrunde       | 3      | 1          | 1             | 1            | 4:4     |
| Landesklasse Thüringen | 2      | 0          | 0             | 2            | 1:4     |
| Qualifikationsspiele   | 1      | 0          | 0             | 1            | 1:2     |
| Thüringenpokal         | 13     | 8          | 0             | 5            | 21:13   |
| Gesamt                 | 113    | 47         | 28            | 38           | 157:121 |

Stand: 12. April 2025